# Călugăreni, Bacău
Călugăreni este un sat în comuna Dămienești din județul Bacău, Moldova, România.